# Frauengefängnis (1958)
Frauengefängnis (Originaltitel: Prisons de femmes) ist ein französischer Spielfilm in Schwarzweiß von Maurice Cloche. Das Drehbuch verfasste er selbst zusammen mit Francis Carco. Es beruht auf dem gleichnamigen Bühnenstück von Charles Méré und André Lebret. Die Hauptrollen sind mit Danièle Delorme und Jacques Duby besetzt. Das Werk erlebte seine Uraufführung am 16. Juli 1958 in Frankreich. In der Bundesrepublik Deutschland kam der Film erstmals am 1. August 1958 in die Kinos. Der Film entspricht nicht dem, was man gemeinhin unter einem Frauengefängnisfilm versteht.

## Handlung
Nur kurze Zeit war es Alice Rémon vergönnt, mit ihrem Mann, einem einfachen Fabrikarbeiter, eine glückliche Ehe zu führen. Eines Tages stirbt er ganz plötzlich. Nachdem sich herausgestellt hat, dass seine Todesursache durch eine Vergiftung verursacht worden ist, fällt sofort der Verdacht auf Alice, zumal sie vor ihrer Heirat schon einige Jahre hinter Gittern verbringen musste. Auch ihre Schwiegermutter, von der sie gehasst wird, sagt gegen sie aus. Auch der Umstand, dass Alice in einer Apotheke Arbeit gefunden hat, spricht gegen sie, weil sie sich so das Gift leicht besorgen konnte. Aufgrund der erdrückenden Last der Indizien verurteilt sie schließlich das Gericht wegen Gattenmordes zu zehn Jahren Freiheitsentzug.
Widerstandslos lässt sich Alice vom Untersuchungsgefängnis ins Zuchthaus überführen. Sie glaubt, dass es keinen Menschen gibt, der an ihre Unschuld glaubt. Aber da täuscht sie sich. René, der Sohn der Besitzerin jener Apotheke, in der sie zuletzt gearbeitet hat, hat sich mit dem Urteil nicht abgefunden. Er liebt Alice und setzt alles daran, die Wiederaufnahme des Verfahrens zu erreichen. Bei der erneuten Untersuchung stellt sich dann heraus, dass Alices Mann an einer Farbenvergiftung gestorben ist, die er sich bei seiner Arbeit in der Fabrik zugezogen hatte.
Nach vier Jahren Haft öffnet sich für Alice wieder das Tor zur Freiheit. René wird sie in ihrem neuen Leben tatkräftig unterstützen.

## Kritik
Das Lexikon des internationalen Films zieht folgendes Fazit: „Die Rahmenhandlung […] bleibt eher dünn. Maurice Cloche hat mehrfach soziale Fälle aufgegriffen, und auch dieser Film ist in seiner kühlen Ambitionslosigkeit durchaus annehmbar.“

## Quelle
- Programm zum Film: Illustrierte Film-Bühne, Vereinigte Verlagsgesellschaften Franke & Co., München, Nr. 4393